# کرایست چرچ، آکسفورد
کالج کرایست چرچ یک کالج وابسته به دانشگاه آکسفورد در انگلستان است که در سال ۱۵۴۶ تأسیس شده‌است. این کالج در زمان قدرت، توماس ولسی، لرد صدراعظم انگلستان و کاردینال اسقف اعظم یورک ساخته شد. لرد ولسی خانه مقدس سنت فریدسواید را در آکسفورد سرکوب کرد و کالج کاردینال را در اراضی آن با استفاده از سرمایه‌های انحلال والینگفورد و دیگر اولویت‌های جزئی تأسیس کرد. او این تأسیسات را در مقیاسی باشکوه برنامه‌ریزی کرد، اما در سال ۱۵۲۹ از کار افتاد و ساختمان‌ها تنها سه چهارم کامل شدند، زیرا قرار بود برای ۱۴۰ سال باقی بمانند. در سال ۱۵۳۱ کالج به خودی خود سرکوب شد، اما در سال ۱۵۳۲ به عنوان کالج شاه هنری هشتم توسط هنری هشتم، که دارایی ولسی به او واگذار شده بود، دوباره تأسیس شد. سپس در سال ۱۵۴۶، پادشاه، که از کلیسای رم جدا شده بود و از طریق انحلال صومعه‌ها در انگلستان ثروت زیادی به دست آورده بود، کالج را به عنوان کلیسای مسیح به عنوان بخشی از سازماندهی مجدد کلیسای انگلستان مجدداً تأسیس کرد و کلیسای قبلی نیمه تخریب شده را ساخت. در بخش ورودی این کالج برج تام ساخته شده که بزرگ‌ترین ناقوس شهر به نام تام کبیر (Great Tom) در آن قرار دارد، که توسط (کریستوفر رن) طراحی شده‌است. تا به امروز، در برج تام بزرگ، ۱۰۱ بار در ساعت ۹ شب به وقت آکسفورد سابق (۹:۰۵ بعد از ظهر به وقت گرینویچ/BST) هر شب زنگ برج، برای دانش‌پژوه هان اصلی کالج به نشانهٔ احترام به ۱۰۱ استاد و رئیس گذشتهٔ این دانشگاه، ۱۰۱ بار نواخته می‌شود.